# Kameleon FireEx KFX
Kameleon FireEx KFX 또는 간단히 KFX는 기체 확산 및 불 시뮬레이션에 초점을 두는 상용 전산 유체 역학(CFD) 프로그램이다.
KFX는 터뷸런스 모델링을 위해 k-엡실론 모델을, 연소 모델링을 위해 에디 확산 개념(EDC)을 사용하며, 개별 이송 수단(Discrete Transfer Method, DTM)에 기반한 방사 모형을 사용한다. (Lockwood와 Shah)